# Батман срещу Костенурките нинджа
„Батман срещу Костенурките нинджа“ (на английски: Batman vs. Teenage Mutant Ninja Turtles) е американски анимационен супергеройски филм от 2019 г. на режисьора Джейк Касторена, а сценарият е на Марли Холпърн-Грейзър. Базиран на комиксовата минипоредица „Батман/Костенурките нинджа“ от Джеймс Тайниън IV и Фреди Уилямс II, историята се фокусира между Батман, Батгърл и Робин, които се обединяват с Костенурките нинджа, които трябва да спасят града Готъм от хаоса в ръцете на Шрьодер и Рейш Ал Гул. Озвучаващият състав се състои от Трой Бейкър, Ерик Бауза, Дарън Крис, Кайл Муни и Барън Вон.
„Батман срещу Костенурките нинджа“ е първото сътрудничество между Warner Bros. Animation и Nickelodeon (веднъж съсобственост на тогавашния собственик Warner Communications до 1985 г.) и е първият филм на „Костенурките нинджа“, разпространен от Warner Bros. след едноименния филм от 2007 г.

## В България
В България филмът е излъчен на 18 март 2023 г. по Би Ти Ви Екшън с български войсоувър дублаж на Медиа Линк. Екипът се състои от:
| Озвучаващи артисти  | Вилма Карталска Петър Върбанов Стефан Сърчаджиев-Съра Светломир Радев Мартин Герасков |
| Преводач            | Пламен Узунов                                                                         |
| Тонрежисьор         | Стамен Янев                                                                           |
| Режисьор на дублажа | Милена Манчева                                                                        |